# Резидент (спецслужбы)
Резидент — тайный представитель разведки одного государства в другом, координирующий деятельность агентов во всём этом государстве или в каком-то его регионе.

## Резидент во внешней разведке СССР и России
В разведывательной терминологии ПГУ КГБ СССР, Службы внешней разведки России и ГРУ Генштаба Вооружённых сил СССР и России под резидентом понимается руководитель негласного территориального органа (резидентуры) внешней разведки, занимающегося за рубежом разведывательной деятельностью в пользу СССР или России.
Резидент организовывает добывание секретных разведывательных данных, кодированную и шифрованную связь, направляет меры безопасности, руководит работой конспиративных агентурных сетей.
Различаются так называемые «легальные» и «нелегальные» резиденты.
Следует иметь в виду, что профессиональные жаргонные термины советских и российских спецслужб «легальный» и «нелегальный» относятся исключительно к форме прикрытия разведывательной деятельности. Любая секретная разведывательная деятельность оперативных сотрудников или специальных агентов одного государства на территории другого во всем мире считается незаконной (нелегальной), подпадает под уголовную квалификацию шпионажа и уголовно наказуема.

## Резидент в разведках некоторых стран

### США
Резидент ЦРУ дословно называется «Руководитель станции» (англ. chief of station, station’s chief).

### Франция
Резидент Генерального директората внешней безопасности дословно называется «Руководитель антенны» (фр. chef d’antenne).

### Германия
- В германской разведке должность резидента носит название «Главный уполномоченный БНД в данной стране».

## Резидент в контрразведке СССР
В советских контрразведывательных органах (второе и третье главные управления, четвёртое, пятое и шестое управления) КГБ и применительно к негласному агентурному аппарату органов государственной безопасности, термин «резидент» использовался в совершенно ином смысле.

### Понятие резидента в контрразведке СССР
Резидентом контрразведки назывался советский гражданин, негласно сотрудничающий с контрразведывательными органами КГБ, завербованный на идейно-политической основе и осуществляющий автономно руководство переданными ему на связь агентами или доверенными лицами при выполнении секретных поручений кадровых оперативных сотрудников контрразведки КГБ. Таким образом, резидент контрразведки не являлся кадровым оперативным сотрудником КГБ, выполнял секретные задания контрразведывательных органов внештатно и, как правило, без материального вознаграждения.

### Принципы работы и вербовки резидентов
Резиденты, имеющие на связи агентов, не привлекались к работе с доверенными лицами, то есть с верными социалистической Родине, честными советскими гражданами, использовались строго на добровольных началах, главным образом в информационных целях и для выполнения оперативных поручений органов КГБ, не требующих специального обучения привлекаемых к этому лиц и особых мер конспирации. Передача кадровым оперативным сотрудником КГБ доверенных лиц на связь резиденту осуществлялась в исключительных случаях и только с разрешения его непосредственного начальника.
Вербовка резидентов осуществлялась при строгом соблюдении принципа добровольности.

### Вербовочный контингент
В качестве резидентов вербовались в основном члены КПСС, способные по своим политическим, моральным, деловым данным и возможностям обеспечивать успешное руководство группой агентов или доверенных лиц и эффективное их использование в интересах решения контрразведывательных задач.

### Требования к кандидатам в резиденты
При изучении кандидатов на вербовку в качестве резидентов вербовщики из КГБ исходили из того, что резидент должен был быть преданным делу Коммунистической партии и Советского государства, политически грамотным, обладать волевыми качествами, способностью убеждать людей, оказывать на них нужное влияние. Важными чертами резидента контрразведки считались душевная теплота, доброжелательность, умение добиваться глубокого взаимопонимания с людьми. При необходимости с кандидатом на вербовку в качестве резидента мог быть установлен личный оперативный контакт.

### Ограничения по вербовочному контингенту
Формально не разрешалось использовать в качестве резидентов контрразведки КГБ членов КПСС и ВЛКСМ, избранных в партийные и комсомольские комитеты (бюро), секретарей первичных партийных и комсомольских организаций, ответственных и технических работников партийного, комсомольского аппаратов, политических органов Вооружённых Сил СССР, депутатов Верховного Совета СССР, Верховных Советов союзных и автономных республик и местных Советов народных депутатов, работников профсоюзных органов, суда и прокуратуры.

### Негативные санкции на вербовку резидентов и их исключение из агентурного аппарата
Право санкции на вербовку или исключение из агентурного аппарата резидентов из числа советских граждан предоставлялось:
- начальникам главных управлений, входящих в них управлений, самостоятельных управлений и отделов КГБ СССР;
- председателям КГБ союзных и автономных республик;
- начальникам УКГБ по краям и областям;
- начальникам 2, 4, 5, 6, 7 и 9 подразделений КГБ союзных республик, УКГБ СССР по г. Москве и Московской области, УКГБ СССР по Ленинградской области;
- начальникам служб КГБ — УКГБ;
- начальникам отделов КГБ — УКГБ по автономным областям.

Данное право предоставляется также заместителям перечисленных должностных лиц.
В управлениях особых отделов КГБ СССР и особых отделах КГБ СССР право санкции на вербовку или исключение из агентурного аппарата резидентов из числа советских граждан предоставлялось начальникам особых отделов по бригадам, пограничным отрядам, им равным и выше и соответственно их заместителям.
Право санкции на вербовку или исключение из агентурного аппарата резидентов из числа военнослужащих в звании полковник (капитан I ранга) и старше предоставлялось начальникам и заместителям начальников особых отделов КГБ СССР по корпусам, им равным и выше.
В пограничных войсках право санкции на вербовку или исключение из агентурного аппарата резидентов из числа советских граждан предоставлялось начальникам войск пограничных округов, начальникам пограничных отрядов, отдельных контрольно-пропускных пунктов и их заместителям по разведке.

### Учёт резидентов
В органах КГБ вёлся строгий учёт резидентов на основании соответствующей инструкции.
Вербовка резидентов завершалась отбором подписки о негласном сотрудничестве с контрразведывательными органами КГБ.

### Создание резидентур, организация конспиративных встреч и воспитательной работы
В случаях, когда кадровые оперативные сотрудники КГБ по тем или иным обстоятельствам не имели возможности обеспечить личную регулярную и конспиративную связь с агентами, создавались резидентуры. В них включались надёжные агенты, уже имеющие опыт сотрудничества с органами КГБ. Передача агента на связь резиденту производилась с их обоюдного согласия. На связь резиденту, как правило, не передавались агенты, находившиеся в его прямом служебном подчинении, а также агенты, в отношении которых должны были проводиться мероприятия по их идейному перевоспитанию. Передача агентов на связь резиденту осуществлялась кадровым оперативным сотрудником КГБ лично на основании письменного разрешения его непосредственного начальника.
Руководивший работой резидента и агентов кадровый оперативный сотрудник КГБ постоянно был должен заботиться о повышении политической бдительности резидента, разъяснять ему политическое и оперативное значение агентурной работы, задачи, которые он должен решать с помощью переданных ему на связь агентов; прививать резиденту необходимые для работы с агентами навыки, обучать в необходимых пределах принятым в контрразведке методам их воспитания, обучения и использования; оказывать помощь в руководстве конкретными агентами, сам периодически с ними встречаться, контролируя работу резидента.
Важнейшим условием успешного использования резидентов и агентуры в борьбе с подрывной деятельностью противника и враждебных элементов считалось строжайшее соблюдение принципа конспирации. Конспиративность в агентурной работе являлась необходимой профессиональной чертой чекиста, предметом постоянной заботы и внимания всего руководящего и оперативного состава.
Конспирация в работе с резидентами и агентурой обеспечивалась их воспитанием в духе политической бдительности, обучением методам сохранения в тайне факта сотрудничества с органами КГБ и содержания негласной работы, правилам конспиративного поведения при выполнении заданий, поддержания связи с оперативными сотрудниками и строгим их соблюдением, умелым использованием представляемой агентами информации и т. п. Особого внимания требовала зашифровка резидента или агента при вводе его в оперативную разработку и выводе из неё, а также при проведении следственных действий.
Встречи кадрового оперативного сотрудника контрразведки КГБ с резидентами проводились, как правило, на конспиративных и явочных квартирах или явочных пунктах, которые оперативный сотрудник подбирал лично. Однако в приобретении квартир и пунктов для встреч с агентами, находящимися на связи у резидентов, могли участвовать и сами резиденты контрразведки КГБ. Квартира должна была отвечать требованиям конспирации, быть удобной для работы с агентурой. Не рекомендовалось приобретать квартиры в домах, где проживают иностранные граждане. Для каждой явочной и конспиративной квартиры разрабатывалась легенда прикрытия. Посещающие её оперативные сотрудники, агенты и резиденты также должны иметь соответствующие легенды.

### Аттестование
Раз в два года проводилась аттестация резидентов, являвшаяся одной из форм контроля за их работой. Аттестование оформлялось в виде характеристики. Характеристика составлялась также при постановке перед резидентом задания особой важности, при передаче их на связь другому кадровому оперативному сотруднику, в другое оперативное подразделение или орган КГБ, если с момента последнего аттестования прошло больше года.

### Формы поощрения резидентов
Поощрение и вознаграждение резидентов за плодотворное сотрудничество, успешное выполнение оперативных заданий и поручений органов КГБ осуществлялись в форме:
- объявления благодарности от имени Председателя или Коллегии КГБ СССР, заместителей Председателя КГБ СССР;
- объявления благодарности в приказе или устно начальником главного управления, самостоятельного управления и отдела КГБ СССР, председателем или коллегией Комитета госбезопасности союзной или автономной республики, начальником УКГБ по краю и области, управления особых отделов КГБ СССР, особого отдела КГБ СССР, по группе войск, округу, флоту, объединению центрального подчинения, войск пограничного округа;
- устной благодарности оперативного работника или его начальника;
- вручения ценных подарков, денежных вознаграждений;
- оказания с соблюдением требований конспирации помощи в удовлетворении личных, не противоречащих законам, просьб и пожеланий.

За особые заслуги в деле обеспечения государственной безопасности резиденты могли представляться к государственным наградам. При этом принимались меры к зашифровке сотрудничества награждаемого лица с органами КГБ перед его окружением.

## «Нелегальный» резидент разведки
«Нелегальный» резидент — как правило, кадровый оперативный сотрудник особой категории органов внешней разведки — нелегальной разведки. Он руководит нелегальной разведывательной деятельностью «нелегальной» резидентуры внешней разведки за границей — глубоко законспирированного разведывательного органа, действующего автономно и, как правило, вне привязки к официальным (легальным) советским или российским загранучреждениям. «Нелегальным» резидентом, в исключительных случаях, может быть и иностранец, а также лицо без гражданства.
«Нелегальные» резиденты, как правило, выдают себя за граждан страны пребывания или иностранных граждан из дружественных государств, используют подлинные или сфабрикованные иностранные документы личности на истинные или вымышленные имена и фамилии. «Нелегальные» резиденты, таким образом, должны владеть иностранными языками на уровне родного или близком к родному.
Подготовкой, руководством и обеспечением деятельности «нелегальных» резидентов в советских и российских органах внешней разведки занимались специальные подразделения, например, управление «С» ПГУ КГБ СССР.
Для прикрытия (зашифровки) своей разведывательной деятельности «нелегальные» резиденты официально занимаются реальной или вымышленной (легендированной) законной деятельностью, чаще всего позволяющей свободно передвигаться по стране пребывания и миру, иметь широкий круг знакомств, достоверно объяснять нерегулярные источники доходов и свободный график работы (коммерсанты, коммивояжёры, консультанты, торговые посредники, адвокаты, журналисты, писатели, художники и т. п.).
Не будучи под дипломатическим прикрытием, «нелегальные» резиденты не обладают соответствующим иммунитетом. В случае разоблачения они подлежат задержанию, аресту и уголовному суду в стране пребывания по обвинению в шпионаже или в иных тяжких государственных преступлениях. За недостаточностью улик или при нежелании контрразведывательных органов раскрывать свои секретные источники и сотрудников при гласном разбирательстве в суде, «нелегальным» резидентам зачастую предъявляются менее тяжкие обвинения в пребывании на чужой территории без декларации своего статуса как агента иностранного государства, в ненадлежащей уплате налогов или в нарушении иммиграционного законодательства (несанкционированное пересечение границы, использование чужих или поддельных документов личности и т. п.). Иногда их даже отпускают под залог, что даёт им возможность скрыться от правосудия.
В 1950-е — 1970-е годы имела место практика обмена арестованных и осуждённых за границей советских «нелегальных» резидентов на иностранных разведчиков, арестованных в СССР (случаи с Вильямом Фишером (полковником Абелем), Кононом Молодым и т. п.). Последний публичный факт обмена произошёл в июле 2010 года